# مرتضی شیری (بوکسور)
مرتضی شیری (زادهٔ ۲۲ خرداد ۱۳۴۱) بوکسور و مربی ایرانی است. او در وزن ۹۱ کیلوگرم فعالیت داشت و در سال ۱۹۹۲ موفق به کسب عنوان قهرمانی آسیا در فیلیپین شد. شیری نماینده ایران در المپیک تابستانی ۱۹۹۲ بارسلونا نیز بود. او هم‌اکنون دبیر هیئت بوکس تهران و دارای مدارک مربیگری بین‌المللی از فدراسیون‌های IBA و WBC است.

## افتخارات
| سال       | عنوان مسابقات                   | مدال/نتیجه |
| --------- | ------------------------------- | ---------- |
| ۱۹۹۲      | قهرمانی آسیا – فیلیپین          | طلا        |
| ۱۳۷۲      | قهرمانی آسیا – تهران            | نقره       |
| ۱۳۶۹–۱۳۷۴ | ۶ طلای تورنمنت‌های بین‌المللی     | طلا        |
| ۱۳۵۸–۱۳۷۲ | ۶ طلای مسابقات کشوری            | طلا        |
| ۱۹۹۲      | المپیک بارسلونا – نماینده ایران | حضور       |

## مدارک مربیگری
- گواهینامه مربیگری بین‌المللی تک‌ستاره از IBA
- گواهینامه مربیگری حرفه‌ای از WBC

## القاب و سایر افتخارات
- ملقب به «کِلی آسیا» توسط انور چودری،[نیازمند منبع] رئیس وقت فدراسیون جهانی بوکس
- رکورد بدون شکست در رقابت‌های داخلی  [نیازمند منبع]
- دریافت کمربند مشکی تاپ‌کاراته در دوران تعطیلی ۱۰ ساله بوکس در ایران[نیازمند منبع]

## فعالیت‌های حرفه‌ای
مرتضی شیری پس از پایان دوران قهرمانی، به عنوان دبیر هیئت بوکس استان تهران منصوب شد و به پرورش استعدادهای جوان در آکادمی بوکس اختصاصی خود پرداخت.